# استفن الگرین
استفن الگرین (انگلیسی: Steffen Algreen؛ زادهٔ ۱۷ سپتامبر ۱۹۷۹) بازیکن فوتبال اهل دانمارک است که در پست مهاجم برای فین در لیگ دسته دوم دانمارک بازی می‌کند.